# Dubok (obwód grodzieński)
Dubok (biał. i ros. Дубок) – wieś na  Białorusi, w obwodzie grodzieńskim, w rejonie ostrowieckim, w sielsowiecie Gierwiaty.

## Położenie
Wieś położona na lewym brzegu Wilii. Na północ od Duboka leżą Andrzejowce, na wschodzie – Oszmianiec, na południu – Nowosiółki, na zachodzie – Bohdaniszki i Stara Rudnia.

## Historia
W XIX w. folwark Dubok znajdował się na granicy powiatów oszmiańskiego i wileńskiego w guberni wileńskiej oraz na granicy między dialektami ruskimi i litewskimi.
W okresie międzywojennym folwark Dubok (Dubek) należał do gminy Gierwiaty w powiecie wileńsko-trockim województwa wileńskiego II RP.

## Zabytki
- kaplica murowana z 1937[6]